# Église Saint-Geoffroy de Rivery
L'église Saint-Geoffroy de Rivery est située à Rivery, dans le département de la Somme, dans la Communauté d'agglomération Amiens Métropole.

## Historique
Dès 1300, l'existence d'une chapelle est mentionnée par Bernard, seigneur de Rivery, sur le territoire de la commune. En 1482, c'est une église qui est mentionnée.
Le 19 août 1636, l'église de Rivery est détruite par les Espagnols, maîtres de Corbie qui incendient le « Grand » et le « Petit Rivery », après le siège d'Amiens. Elle ne sera pas reconstruite. 
Après la Seconde Guerre mondiale, il est décidé de doter la commune de Rivery d'une nouvelle église qui est terminée en 1960.

## Caractéristiques
L'église de dimensions modestes est construite en parpaing et en béton recouvert d'un crépi. Elle se compose de deux volumes parallélépipédiques, l'un pour le chœur et l'autre pour la nef. L'éclairage de l'édifice se fait par des fenêtres latérales à redent. L'entrée de l'église est précédée d'une galerie qui conduit à un frêle clocher.

## Voiir aussi